# Percy Alexander MacMahon
Percy Alexander MacMahon   (Sliema, 26 de setembre de 1854 - Bognor Regis, 25 de desembre de 1929) va ser un matemàtic anglès, conegut pels seus treballs en combinatòria.

## Vida i Obra
Segon fill d'un Brigadier General, també va seguir la carrera militar, estudiant primer al Cheltenham College i, a partir de 1870, a la Royal Military Academy de Woolwich. en graduar-se com a tinent el 1873, va swer destinat a l'Índia, on va estar als aquarteraments de Madràs, Lucknow, Dinapur, Multan, Meerut i, finalment, Kohat, al Panjab, on va passar a la reserva per alguna malaltia desconeguda (potser malària o disenteria).
Els anys 1880 i 1881 va fer el curs avançat per oficials d'artilleria a Woolwich i, a continuació, va ser nomenat instructor, amb el rang de capità, de la Royal Military Academy on va conèixer Alfred George Greenhill i on va iniciar la seva carrera de matemàtic començant amb l'estudi de les funcions simètriques. Aquestes recerques el van portar a la teoria de les particions, camp en el que va fer les seves obres més originals i creatives.
L'any 1890, MacMahon va ser escollit fellow de la Royal Society. Des de 1894 a 1896 va ser president de la London Mathematical Society, societat de la que va ser vicepresident en diverses ocasions. També va ser escollit fellow de la Royal Astronomical Society el 1897, societat que també va presidir entre 1917 i 1919.
El 1898 es va retirar de l'exèrcit i dels seus càrrecs docents a Woolwich. L'any següent va ser nomenat governador del Winchester College. Durant aquests darrers temps va ser un membre molt actiu de la British Association for the Advancement of Science. També va exercir com vice-director de normes de la Cambra de Comerç des de 1906 a 1922.
El 1915-1916 es van publicar els dos volums de la seva obra més important: Combinatory Analysis, en la qual s'enuncia el teorema mestre de MacMahon.
El 1928 la seva salut es va deteriorar i es va retirar a viure a la costa del sud d'Anglaterra, a Bognor Regis, localitat en la qual va morir i és enterrat.